# Stretto di Danimarca
Lo stretto di Danimarca, o canale di Danimarca (in islandese Grænlandssund, "stretto di Groenlandia"), è il braccio di mare compreso tra la Groenlandia e l'Islanda. A nord-est dello stretto si trova l'isola norvegese di Jan Mayen.

## Caratteristiche
Connette il Mar Glaciale Artico all'Oceano Atlantico; è largo 290 chilometri nel suo punto più stretto ed è lungo 480 chilometri. La fredda Corrente della Groenlandia orientale passa attraverso lo stretto portando gli iceberg a sud nel nord Atlantico. Contiene importanti territori di pesca.
Nel maggio 1941, durante la seconda guerra mondiale, è stato lo scenario della battaglia dello stretto di Danimarca.

## Nome
L'origine nel nome stretto di Danimarca risale al XIX secolo quando, dopo le guerre napoleoniche e il Trattato di Kiel (1814), la Danimarca prese ufficialmente la sovranità sulla Groenlandia e sull'Islanda cedendo la Norvegia alla Svezia; lo stretto venne quindi intitolato alla madrepatria danese e tale nome rimase anche dopo l'indipendenza dell'Islanda nel 1944.